# Heures de Savoie

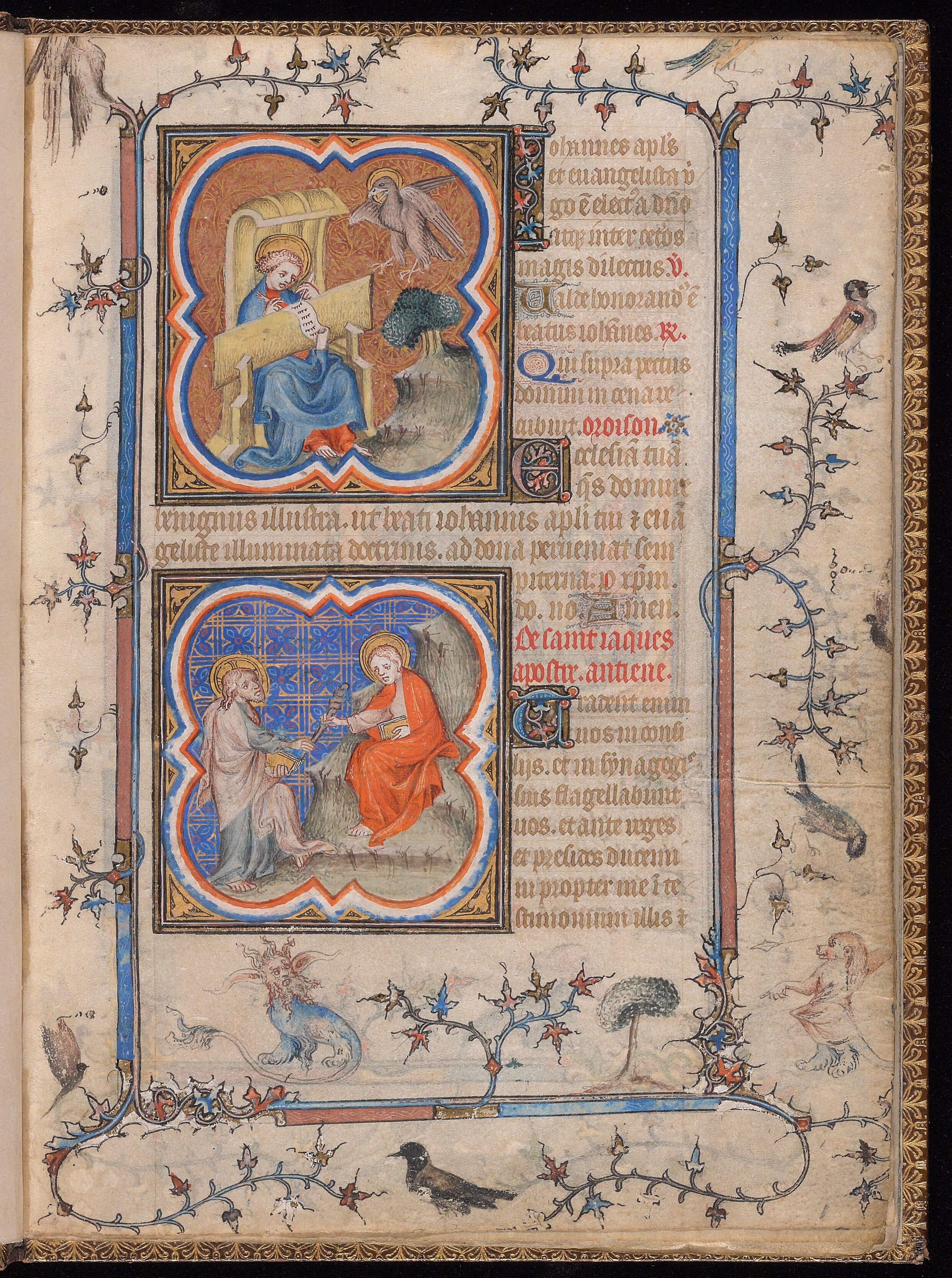
Heures de Savoie, folio 1r Évangéliste Jean et apparition du Christ à l'apôtre Jacques le Majeur.

Les Heures de Savoie ou le livre d'heures de la comtesse de Savoie est un livre d'heures médiéval commandé par Blanche de Bourgogne (1288-1348), épouse d'Édouard comte de Savoie et petite-fille de saint Louis, à l'atelier de Jean Le Noir.

## Historique et description
Ce manuscrit enluminé a été composé entre 1335 et 1340. Il a été acquis ensuite par le roi de France Charles V et figure dans un inventaire de Gilles Mallet, puis il passe à Charles VI qui l'offre au duc de Berry, le 7 juillet 1409. Un ex-libris de Jean Flamel, secrétaire du duc, est dessiné. Il est en possession au XVIIe siècle de la maison de Savoie. Il figure dans un inventaire de l'université de Turin de 1720, dont la bibliothèque forme ensuite la Bibliothèque nationale de Turin ; mais un incendie détruit plus de quatre mille manuscrits en 1904. Des reproductions de certaines miniatures avaient été publiées en 1899.
En 1910, Dom Blanchard, moine bénédictin, découvre un manuscrit de vingt-six folios à la bibliothèque du diocèse catholique de Portsmouth donné par Mgr John Vertue (1826-1900), évêque catholique de Portsmouth. Il estime avec des experts qu'il s'agit de folios détachés du manuscrit originel des Heures de Savoie. Ces fragments sont actuellement conservés à la bibliothèque Beinecke de l'université Yale. Paul Durrieu, qui l'avait étudié avant l'incendie, publie en 1911 une Notice d'un des plus importants livres de prières du roi Charles V, les Heures de Savoie.

## Source
- (nl) Cet article est partiellement ou en totalité issu de l’article de Wikipédia en néerlandais intitulé « Savoye-getijdenboek » (voir la liste des auteurs).